# بارانا انتري ريوس (مدينة)
بارانا، انتري ريوس (بالإسبانية: Paraná, Entre Ríos)‏ هي منطقة سكنية تقع في الأرجنتين وهي عاصمة محافظة إنتري ريوس.[بحاجة لمصدر] يقدر عدد سكانها بـ 247,863 نسمة ومساحتها 137 كم2 ووترتفع عن سطح البحر 77 متر. تقع المدينة على الضفة الشرقية من نهر بارانا قبالة مدينة سانتا في، عاصمة مقاطعة سانتا في المجاورة. وهي أيضا ميناء نهري هام لشحن الحبوب والماشية والأسماك والخشب من المنطقة المحيطة بها. الصناعات الرئيسية في المدينة هي صناعة الإسمنت والأثاث والسيراميك.
يجمع وسط المدينة الكنائس الاستعمارية، التصميمات الأوروبية مثل مسرح 3 فبراير أو مقر الحكومة، المختلطة مثل كاتدرائية المدينة والأبراج الحديثة مثل الموجودة قرب حديقة باركي كاروكا.
وترتبط المدينة بمدينة سانتا في على الجانب الآخر عن طريق نفق إرناندارياس التحت نهري والذي افتتح في عام 1969.
يقع في المدينة مطار الجنرال خوستو خوسيه دي كاروكا (رمز اتحاد الطيران: PRA)، على بعد 7.5 كيلومتر (4.7 ميل) من المدينة، وتخرج منه رحلات منتظمة إلى بوينس آيرس (مطار خورخي نيوبري). وثمة خيار آخر هو مطار ساوسي فييخو في سانتا في القريبة.

## المناخ
يظهر الجدول التالي التغييرات المناخية على مدار السنة لبارانا، انتري ريوس:
| البيانات المناخية لـبارانا، انتري ريوس                            | البيانات المناخية لـبارانا، انتري ريوس | البيانات المناخية لـبارانا، انتري ريوس | البيانات المناخية لـبارانا، انتري ريوس | البيانات المناخية لـبارانا، انتري ريوس | البيانات المناخية لـبارانا، انتري ريوس | البيانات المناخية لـبارانا، انتري ريوس | البيانات المناخية لـبارانا، انتري ريوس | البيانات المناخية لـبارانا، انتري ريوس | البيانات المناخية لـبارانا، انتري ريوس | البيانات المناخية لـبارانا، انتري ريوس | البيانات المناخية لـبارانا، انتري ريوس | البيانات المناخية لـبارانا، انتري ريوس | البيانات المناخية لـبارانا، انتري ريوس |
| الشهر                                                             | يناير                                  | فبراير                                 | مارس                                   | أبريل                                  | مايو                                   | يونيو                                  | يوليو                                  | أغسطس                                  | سبتمبر                                 | أكتوبر                                 | نوفمبر                                 | ديسمبر                                 | المعدل السنوي                          |
| ----------------------------------------------------------------- | -------------------------------------- | -------------------------------------- | -------------------------------------- | -------------------------------------- | -------------------------------------- | -------------------------------------- | -------------------------------------- | -------------------------------------- | -------------------------------------- | -------------------------------------- | -------------------------------------- | -------------------------------------- | -------------------------------------- |
| الدرجة القصوى °م (°ف)                                             | 42.8 (109.0)                           | 39.7 (103.5)                           | 38.4 (101.1)                           | 33.5 (92.3)                            | 32.8 (91.0)                            | 30.0 (86.0)                            | 31.6 (88.9)                            | 36.0 (96.8)                            | 39.0 (102.2)                           | 38.5 (101.3)                           | 39.7 (103.5)                           | 42.0 (107.6)                           | 42.8 (109.0)                           |
| متوسط درجة الحرارة الكبرى °م (°ف)                                 | 31.2 (88.2)                            | 29.6 (85.3)                            | 27.9 (82.2)                            | 23.5 (74.3)                            | 20.2 (68.4)                            | 16.9 (62.4)                            | 16.6 (61.9)                            | 19.3 (66.7)                            | 21.1 (70.0)                            | 24.5 (76.1)                            | 27.2 (81.0)                            | 29.6 (85.3)                            | 24.0 (75.2)                            |
| المتوسط اليومي °م (°ف)                                            | 25.1 (77.2)                            | 23.6 (74.5)                            | 22.0 (71.6)                            | 18.0 (64.4)                            | 14.8 (58.6)                            | 12.0 (53.6)                            | 11.3 (52.3)                            | 13.2 (55.8)                            | 15.1 (59.2)                            | 18.5 (65.3)                            | 21.3 (70.3)                            | 23.6 (74.5)                            | 18.2 (64.8)                            |
| متوسط درجة الحرارة الصغرى °م (°ف)                                 | 19.3 (66.7)                            | 18.5 (65.3)                            | 17.1 (62.8)                            | 13.6 (56.5)                            | 10.6 (51.1)                            | 8.0 (46.4)                             | 7.1 (44.8)                             | 8.4 (47.1)                             | 9.9 (49.8)                             | 13.1 (55.6)                            | 15.6 (60.1)                            | 17.8 (64.0)                            | 13.3 (55.9)                            |
| أدنى درجة حرارة °م (°ف)                                           | 7.5 (45.5)                             | 6.9 (44.4)                             | 3.5 (38.3)                             | 0.5 (32.9)                             | −2.4 (27.7)                            | −6.2 (20.8)                            | −7.0 (19.4)                            | −5.3 (22.5)                            | −3.9 (25.0)                            | 0.0 (32.0)                             | 2.3 (36.1)                             | 4.0 (39.2)                             | −7.0 (19.4)                            |
| الهطول مم (إنش)                                                   | 115.2 (4.54)                           | 134.8 (5.31)                           | 155.0 (6.10)                           | 132.7 (5.22)                           | 58.3 (2.30)                            | 38.2 (1.50)                            | 32.4 (1.28)                            | 32.4 (1.28)                            | 61.2 (2.41)                            | 127.6 (5.02)                           | 118.7 (4.67)                           | 141.2 (5.56)                           | 1٬147٫7 (45.19)                        |
| متوسط أيام هطول الأمطار (≥ 0.1 mm)                                | 7.6                                    | 8.0                                    | 8.0                                    | 8.4                                    | 5.4                                    | 4.9                                    | 4.3                                    | 4.3                                    | 5.6                                    | 9.0                                    | 8.2                                    | 9.2                                    | 82.9                                   |
| متوسط الرطوبة النسبية (%)                                         | 65.6                                   | 71.5                                   | 74.5                                   | 78.3                                   | 78.9                                   | 80.1                                   | 76.6                                   | 71.3                                   | 68.8                                   | 69.3                                   | 66.9                                   | 65.2                                   | 72.3                                   |
| ساعات سطوع الشمس الشهرية                                          | 291.4                                  | 249.2                                  | 238.7                                  | 213.0                                  | 189.1                                  | 156.0                                  | 170.5                                  | 201.5                                  | 207.0                                  | 251.1                                  | 273.0                                  | 272.8                                  | 2٬713٫3                                |
| نسبة وصول أشعة الشمس                                              | 67                                     | 67                                     | 62                                     | 63                                     | 58                                     | 51                                     | 53                                     | 59                                     | 58                                     | 62                                     | 66                                     | 62                                     | 61                                     |
| المصدر #1: Servicio Meteorológico Nacional                        |                                        |                                        |                                        |                                        |                                        |                                        |                                        |                                        |                                        |                                        |                                        |                                        |                                        |
| المصدر #2: الإدارة الوطنية للمحيطات والغلاف الجوي (sun 1961–1990) |                                        |                                        |                                        |                                        |                                        |                                        |                                        |                                        |                                        |                                        |                                        |                                        |                                        |

## توأمة
لبارانا، انتري ريوس (مدينة) اتفاقيات توأمة مع كل من:
- رحوفوت
- أرتيغاس

## أعلام
- مانويل جالفيز
- غاستون سانغوي
- ماريو ماتيو
- سيرجيو مونتيل
- بيتينا خوزامي
- إميليو ادواردو ماسيرا
- خواكين راميرو
- روبرتو أيالا